# Drosophila natasha
Drosophila natasha este o specie de muște din genul Drosophila, familia Drosophilidae, descrisă de Gornostaev în anul 1992.
Este endemică în Turkmenistan. Conform Catalogue of Life specia Drosophila natasha nu are subspecii cunoscute.